# Dassault Falcon 2000
Il Dassault Falcon 2000 è un business jet bimotore della famiglia Dassault Falcon prodotto dalla azienda francese Dassault Aviation.
Alenia (Leonardo-Finmeccanica) ha acquisito la quota del 25% del programma sottoscritto nel 1990 per la realizzazione delle gondole dei motori, gli inversori di spinta e di tutta la coda.

## Storia del progetto
Dopo a presentazione al Salone Internazionale dell'Aeronautica e dello Spazio di Parigi-Le Bourget del 1989 con il nome in codice Falcon X, il Falcon 2000 ha effettuato il suo primo volo pilotato da Jean Pus e Guy Mitaux-Maurouard il 4 marzo 1993 presso l'aeroporto di Bordeaux Mérignac.

## Tecnica

### Descrizione
L'aereo è caratterizzato da un'ala bassa a freccia e da 2 turbofan CFE CFE738 montati nella sezione di coda della fusoliera, oggi sostituiti dai Pratt & Whitney P-W308C.

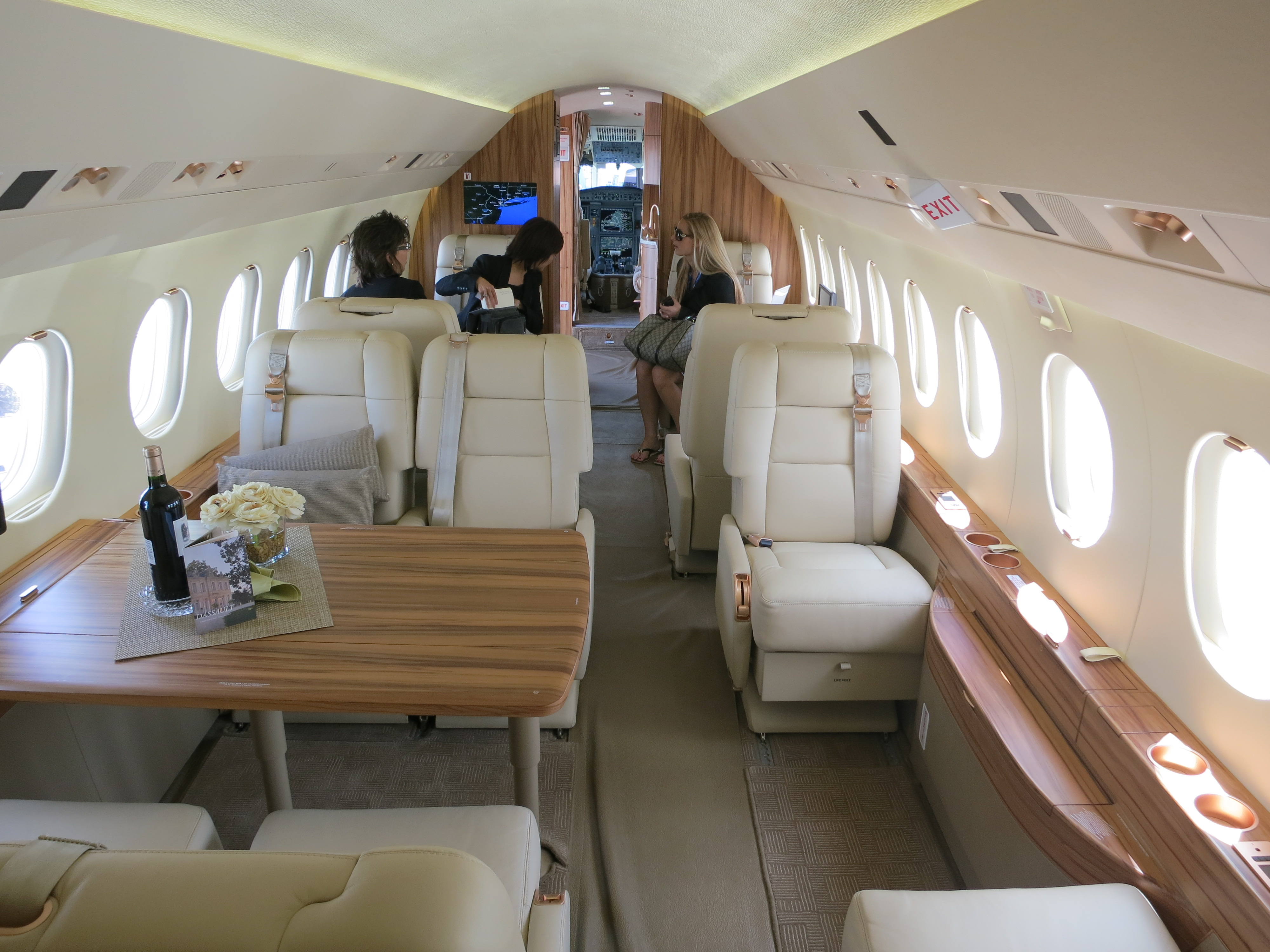

È stato sviluppato dal trimotore Dassault Falcon 900 del quale è una versione leggermente più piccola pur mantenendo un raggio d'azione transcontinentale.
Anche se lo spazio interno del Falcon 2000 è circa il 20% in meno del Falcon 900, apertura alare e lunghezza sono praticamente identiche. Ciò è dovuto alla mancata stabilizzazione che veniva data dal terzo motore montato al disotto della deriva verticale, condizione che ha richiesto di rivedere l'aerodinamica ed ha portato ad una coda più lunga. 
Questa configurazione, con un interno più piccolo e solo due motori, è stata applicata in vista di una riduzione notevole dei consumi e quindi dei costi di esercizio.

### Dati tecnici

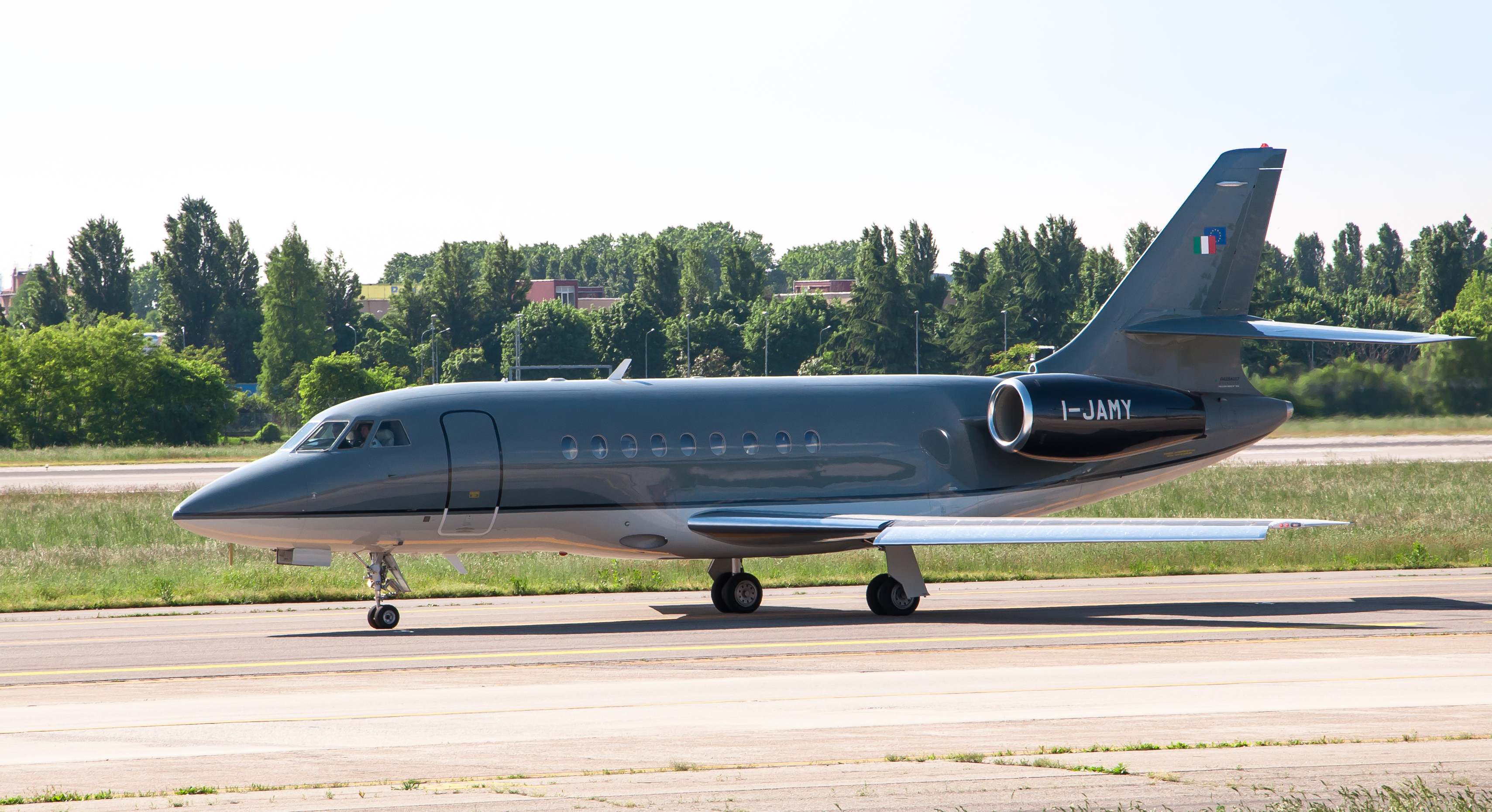
Falcon 2000 all'Aeroporto di Milano-Linate

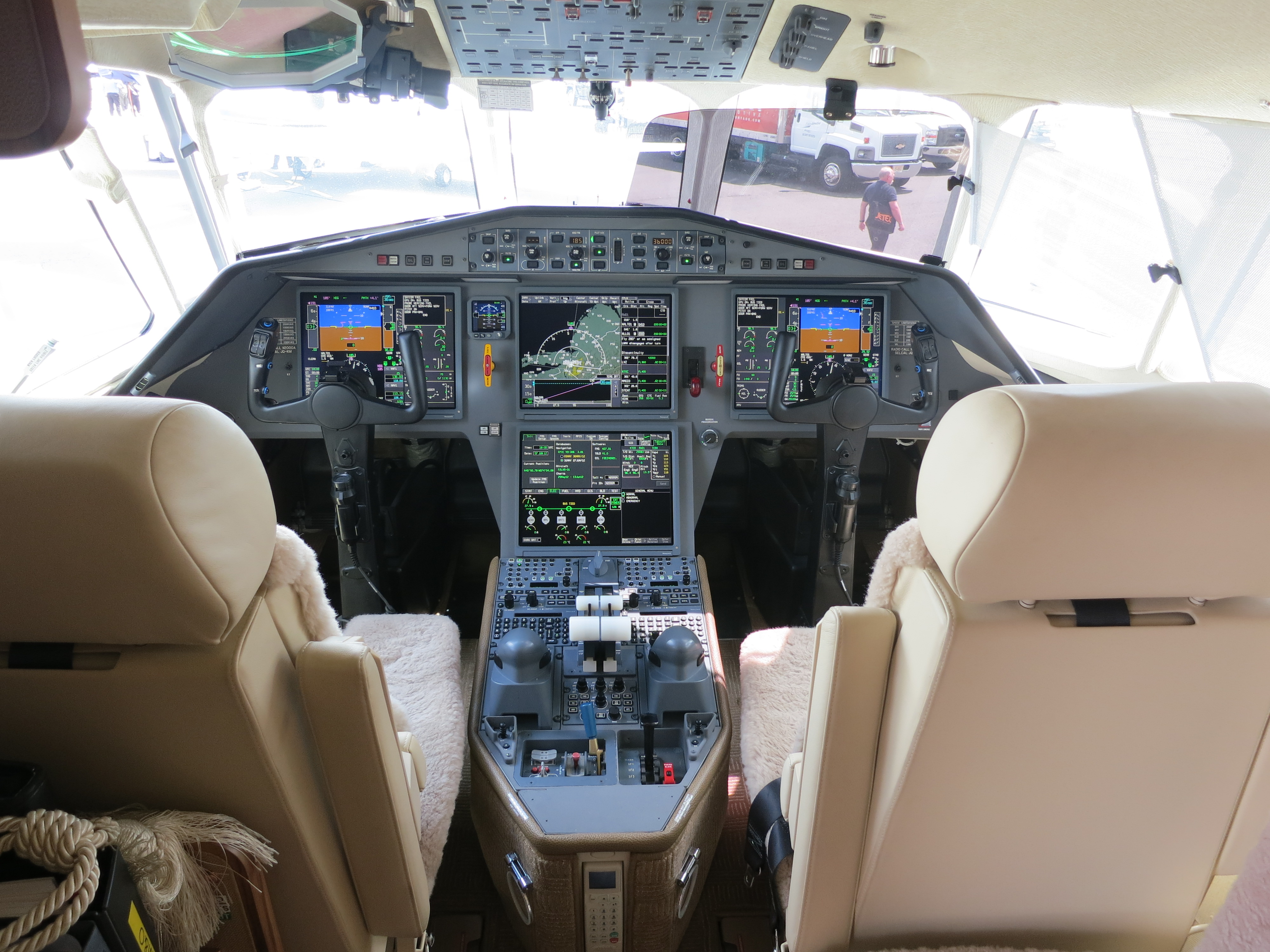
Cockpit del Falcon 2000 LX

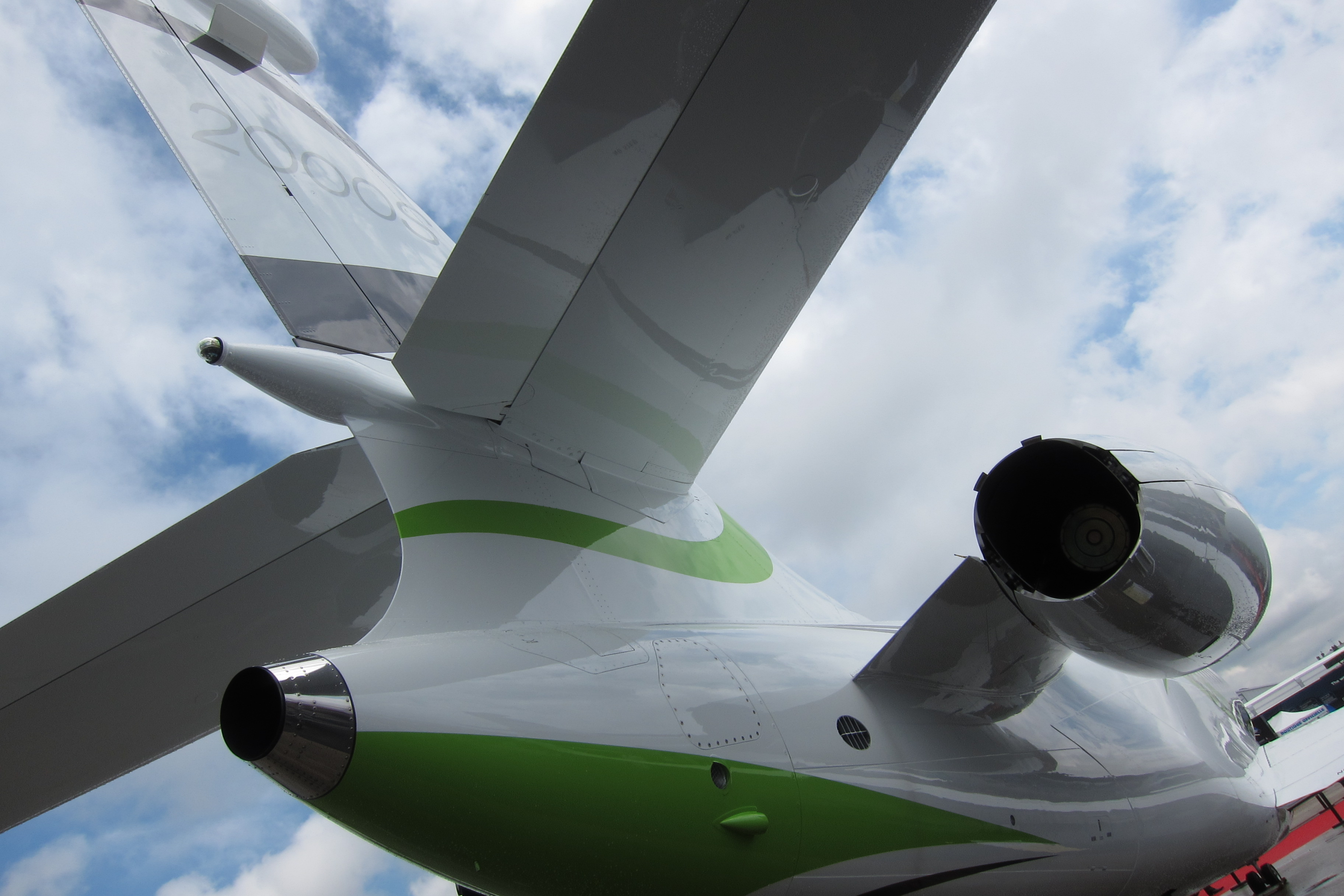

| Caratteristica           | Falcon 2000         | Falcon 2000EX (EASy)       | Falcon 2000DX              | Falcon 2000LX              |
| ------------------------ | ------------------- | -------------------------- | -------------------------- | -------------------------- |
| Lunghezza:               | 20,23 m             | 20,23 m                    | 20,23 m                    | 20,23 m                    |
| Altezza:                 | 7,06 m              | 7,06 m                     | 7,06 m                     | 7,06 m                     |
| Apertura alare:          | 19,33 m             | 19,33 m                    | 19,33 m                    | 21,38 m                    |
| Superficie alare:        | 49,02 m2            | 49,02 m2                   | 49,02 m2                   | 49,02 m2                   |
| Angolo di freccia:       | 29°                 | 29°                        | 29°                        | 29°                        |
| Diametro fusoliera:      | 2,5 m               | 2,5 m                      | 2,5 m                      | 2,5 m                      |
| Lunghezza cabina:        | 7,98 m              | 7,98 m                     | 7,98 m                     | 7,98 m                     |
| Larghezza cabina:        | 2,35 m              | 2,35 m                     | 2,35 m                     | 2,35 m                     |
| Altezza cabina:          | 1,88 m              | 1,88 m                     | 1,88 m                     | 1,88 m                     |
| Portata massima:         | ca. 5.790 km        | ca. 7.040 km               | ca. 6.019 km               | ca. 7.400 km               |
| Velocità massima:        | Mach 0,85           | Mach 0,85                  | Mach 0,85                  | Mach 0,85                  |
| Rateo di salita:         | 17,4 m/s            | 17,4 m/s                   | 17,4 m/s                   | 17,4 m/s                   |
| Tangenza:                | 14.300 m            | 14.300 m                   | 14.300 m                   | 14.300 m                   |
| Peso massimo al decollo: | 16.239 kg           | 18.734 kg                  | 18.597 kg                  | 19.142 kg                  |
| Peso a vuoto:            | 9435 kg             | 10.519 kg                  | 10.519 kg                  | 10.519 kg                  |
| Equipaggio:              | 2                   | 2                          | 2                          | 2                          |
| PPasseggeri:             | da 6 a 19           | da 6 a 19                  | da 6 a 19                  | da 6 a 19                  |
| Motori:                  | Due CFE CFE738-1-1B | Due Pratt & Whitney PW308C | Due Pratt & Whitney PW308C | Due Pratt & Whitney PW308C |
| Spinta:                  | 25,46 kN            | 31,13 kN                   | 31,13 kN                   | 31,13 kN                   |

## Versioni e varianti
2000
È la prima versione originale del Falcon 2000, certificata nel 1994 con motori turbofan CFE (General Electric & AlliedSignal) CFE738-1-1B. Può trasportare 8 passeggeri per 5.555 km a 0,8 Mach.
2000EX
Variante ri-motorizzata certificata nel 2003 con motori turbofan Pratt & Whitney Canada PW308C. Questa versione ha un'autonomia migliorata rispetto al Falcon 2000 grazie ad un serbatoio supplementare.
2000EX EASy
Designazione commerciale, certificata nel 2004, del Falcon 2000EX con alcune modifiche:
- M1691 "Enhanced Avionics System For F2000EX"
- M1745 "Oxygen system electro-pneumatic altimetric controller"
- M1504 "All falcon Common pressurization system"

2000DX
Designazione commerciale, certificata nel 2007, del Falcon 2000EX EASy con alcune modifiche:
- M3000 "Definition of the F2000DX"

2000LX
Designazione commerciale, certificata nel 2009, del Falcon 2000EX EASy con alcune modifiche:
- M2846 Winglet installation
- M3229 New slats

2000 MRA
Versione militare Maritime Reconnaissance Aircraft proposta all'Aéronautique navale per sostituire i suoi Falcon 50 Surmar e i Falcon 200 Gardian. Versione capace di missioni militari di: monitoraggio delle coste, lotta antinave (ASuW), acquisizione di obiettivi Over the Horizon, ELINT / SIGINT, ISR e addestramento delle forze navali; e di operazioni militari diverse dalla guerra come : sorveglianza delle ZEE e dei traffici marittimi, SAR, missioni governative, protezione dell'ambiente, evacuazione medica e trasporto personale.

## Utilizzatori

### Governativi
Monaco
- Principato di Monaco

### Militari
Bulgaria
- Bălgarski Voennovăzdušni sili

 Corea del Sud
- Daehan Minguk Gonggun

2 Falcon 2000 consegnati e tutti in servizio al dicembre 2018.
 Francia
- Armée de l'Air

4 Falcon 2000 consegnati, 2 in servizio all'aprile 2020.
• F-RAFC (cn 231) • F-RAFD (cn 237) • i primi 2 di 4 aerei
- - Escadron de Transport, d'Entraînement et de Calibration 00.065 "GAËL" (ETEC) sulla BA 107 "Sous-lieutenant Dorme" de Villacoublay dal novembre 2011
- Aéronautique navale

7 Falcon 2000LXS Albatros da sorveglianza marittima (più 5 in opzione) ordinati a novembre 2020.
 Giappone
- Guardia costiera giapponese

6 Falcon 2000 ricevuti a partire da marzo 2019.
 Qatar
- Qatar Emiri Air Force

1 Falcon 2000LX ordinato.
 Slovenia
- Vojaško Letalstvo in Zracna Obramba Slovenske Vojske

## Velivoli comparabili
- Dassault Falcon 900
- Bombardier Challenger
- Gulfstream Aerospace Gulfstream IV